# Perlesvaus
Perlesvaus, también llamado Li Hauz Livres du Graal (El alto libro del Grial), es un antiguo romance artúrico escrito a principios del siglo XIII en el norte de Francia. Ha sido definido como el relato artúrico menos canónico por sus diferencias con otras versiones. Sobreviven tres manuscritos, dos fragmentos y dos ejemplares del siglo XVI. Nada se sabe del autor, pero la extrañeza del texto y algunos comentarios personales condujo Roger Sherman Loomis a llamarlo "loco".